# Цехановецкий, Альбрехт Константин
Альбрехт Константин Цехановецкий (ум. 12 июня 1675) — государственный и военный деятель Великого княжества Литовского, обозный великий литовский (1664—1675). Староста опсальский, губский и лепельский, оршанский земский маршалок с 1660 года.

## Биография
Представитель литовского дворянского рода Цехановецких герба «Домброва». Сын воеводы минского Кшиштофа Цехановецкого (ум. 1655) и княжны Антонеллы Друцкой-Горской.
Цехановецкие, потомки литовско-русских князей, были одним из известных родов в Мстиславском воеводстве, а затем и всей восточной пограничной территории Великого княжества Литовского. В XVII веке представители рода стали занимать сенаторские должности.
В 1648 году вместе со своим отцом и братом Николаем Альбрехт Константин принял участие в элекции (избрании на королевский престол) Яна Казимира Вазы. Участвовал в борьбе с освободительным восстанием на Украине под предводительством запорожского гетмана Богдана Хмельницкого. За заслуги во время Польско-шведской войны 1655—1660 годов Альбрехт Константин Цехановецки был награждён золотой цепью.
В 1660 году Альберхт Константин Цехановецкий был избран маршалком земским оршанским (самое высшее достоинство на территории ВКЛ). Был ротмистром королевской хоругви. Он был региментарием части литовской армии в качестве преемника гетмана польного литовского Михаила Казимира Паца. В январе 1664 года великий гетман литовский Павел Ян Сапега назначил Альбрехта Цехановецкого обозным великим литовским. Он получал 15000 злотых в год и должен был исполнять обязанности квартирмейстера во время военных действий. В награду за военные заслуги Альбрехт Константин Цехановецкий получил во владение ряд староств. В 1662 году в качестве компенсации за потери, вызванные уничтожением его имущества, парламент дал ему в 30-летнюю аренду королевское имение Кушлики в Полоцком воеводстве.
Цехановецкий принимал активное участие в последующих политических событиях. В 1668 году его подпись стояла в акте отречения от престола Ян II Казимир|Яна Казимира Вазы. В 1669 году — депутат от Виленского воеводства, подписал элекцию (избрание на престол) Михаила Корибута-Вишневецкого.
В 1674 году Альбрехт Константин Цехановецкий был избран депутатом на элекционный сейм от Оршанского повета, где участвовал в избрании на польский престол Яна Собеского.
Был женат на Анне Кантакузен (её первым мужем был подвоевода полоцкий Иероним Корсак). В браке у супругов родилось три дочери и шесть сыновей. После смерти второго мужа Анна Кантакузен в третий раз вышла замуж за Самуила Кмитича.